# رولاند كوخ (لاعب كرة قدم)
رولاند كوخ (بالألمانية: Roland Koch)‏ هو مدرب كرة قدم ولاعب كرة قدم ألماني، ولد في 28 أكتوبر 1952 في أوسنابروك في ألمانيا. لعب مع نادي مبن ‏.

## وصلات خارجية
- رولاند كوش على موقع قاعدة بيانات كرة القدم.إي يو (الإنجليزية)
- رولاند كوش على موقع بيانات كرة القدم. دي إي (الألمانية)
- رولاند كوش على موقع عالم كرة القدم.نت (الإنجليزية)